# Orry-Kelly
Orry-Kelly (Kiama, 31 de dezembro de 1897 – Hollywood, 27 de fevereiro de 1964) foi um figurinista norte-americano de origem australiana.
Prolífico figurinista da indústria do cinema de Hollywood com carreira iniciada em 1932, produziu quase trezentos trabalhos. Foi premiado três vezes com o Óscar: em 1952 em An American in Paris, 1958 com Les Girls e 1959 com Quanto mais Quente Melhor.